# Cionoderella rubromarginata
Cionoderella rubromarginata är en insektsart som beskrevs av Ronald Gordon Fennah 1950. Cionoderella rubromarginata ingår i släktet Cionoderella och familjen vedstritar. Inga underarter finns listade i Catalogue of Life.